# روبرت هاميلتون (لاعب كرة قدم)
روبرت هاميلتون (بالإنجليزية: Robert Hamilton)‏ (1 يناير 1907 بنيوري في المملكة المتحدة - 7 فبراير 1964 بكارديف في المملكة المتحدة) هو لاعب كرة قدم بريطاني (وحمل سابقاً جنسية المملكة المتحدة لبريطانيا العظمى وأيرلندا) في مركز الدفاع. شارك مع منتخب أيرلندا لكرة القدم. أما مع النوادي، فقد لعب مع برادفورد سيتي ونادي رينجرز ونادي لانارك الثالث وNewry City F.C. ‏ ونادي غرينوك مورتون.

## وصلات خارجية
- روبرت هاميلتون على موقع قاعدة بيانات كرة القدم.إي يو (الإنجليزية)